# Short Fictions
Short Fictions — американський інді-рок гурт з Піттсбурга, штат Пенсільванія, заснований у 2015 році.

## Історія
Гурт Short Fictions утворився в 2015 році і спочатку складався з Сема Требера (Sam Treber), Шимпей Блекрівера (Shimpei Blackriver) та Себастьяна Хо (Sebastian Ho). У 2017 році до них приєдналися Алекс Мартін (Alex Martin), Алекс Барклі (Alex Barkley) та Райан Вейт (Ryan Veith). Себастьян Хо покинув гурт у 2018 році. Нік Берсік (Nick Bursick) приєднався до гурту у 2019 році під час турне, яке тривало місяць, і зрештою залишився у гурті на постійній основі. У 2020 році Алекс Мартін залишив свою роль басиста, щоб зайняти посаду менеджера. Шимпей Блекрівер покинув гурт в 2020 році; його обов'язки на гітарі потім почала виконувати Хлоя Джун (Chloe June).
У 2016-2018 роках гурт Short Fictions випустив три мініальбома:
1. Light Ascending out of Gloom: a Collection of Short Fictions and Poetry (травень 2016 року);[2]
2. The Heart Is a Kaleidoscope (2017 рік);[2]
3. There's a Dark Shadow on the Flames of the Burning Sun (2018 рік).[2]

13 грудня 2019 року відбувся реліз дебютного альбому гурту Fates Worse than Death. Критики сприйняли його позитивно.
У 2022 році вийшов альбом Every Moment of Every Day.
А в 2023 році гурт випустив мініальбом There's a Dark Shadow on the Flames of the Burning Sun Pt II та альбом Oblivion Will Own Me and Death Alone Will Love Me (Void Filler).

## Склад гурту
- Сем Требер (Sam Treber) — гітара та вокал,
- Хлоя Джун (Chloe June) — гітара,
- Алекс Барклі (Alex Barkley) — бас,
- Раян Вейт (Ryan Veith) — барабани,
- Нік Берсік (Nick Bursick) — тромбон.

## Дискографія

### Альбоми
- Fates Worse than Death (2019)
- Every Moment of Every Day (2022)
- Oblivion Will Own Me and Death Alone Will Love Me (Void Filler) (2023)

### Мініальбоми
- Light Ascending out of Gloom: a Collection of Short Fictions and Poetry (2016)
- The Heart Is a Kaleidoscope (2017)
- There's a Dark Shadow on the Flames of the Burning Sun (2018)
- There's a Dark Shadow on the Flames of the Burning Sun Pt II (2023)